# چوولسان
چوولسان (به لاتین: Chuwolsan) یک کوه در کره جنوبی است. چوولسان ۷۳۱ متر بالاتر از سطح دریا واقع شده‌است.